# Kulla

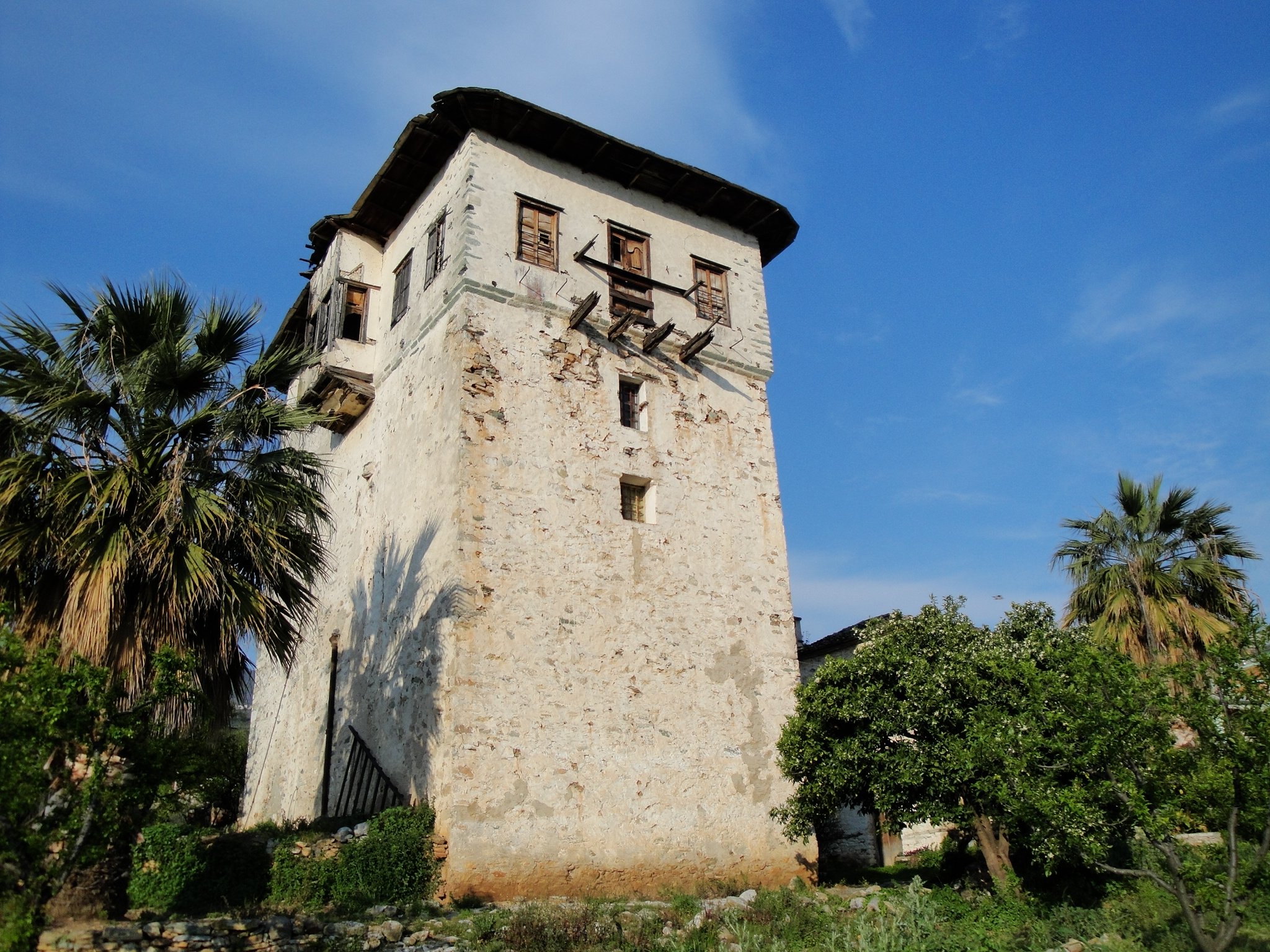
XVII-wieczna kulla w Pelion (Grecja)

Kulla – bałkańska obronna wieża mieszkalna. Budowana z kamienia, najczęściej dwukondygnacyjna (czasem też wyższa), na planie prostokąta, dawała schronienie dla całego rodu w warunkach częstych wojen oraz sąsiedzkich waśni.
Budowana we wszystkich krajach bałkańskich, również znana z Wołoszczyzny (pod rumuńską nazwą kula). Jej konstrukcja – grube mury, małe okna (często przypominające strzelnice), małe i łatwe do zaryglowania drzwi – podporządkowana była funkcjom obronnym. 